# JINGO JUNGLE
«JINGO JUNGLE» es un sencillo del grupo musical MYTH & ROID, lanzado por Media Factory el 8 de febrero de 2017.

## Descripción general
Este sencillo de MYTH & ROID sucede a sencillos anteriores como «L.L.L.» y «Paradisus-Paradoxum», canciones que fueron usadas temas de cierre y apertura en los animes Overlord y Re:Zero kara Hajimeru Isekai Seikatsu, respectivamente. Fue publicado el 8 de febrero en forma de Sencillo de CD regular (ZMCZ-1092). La canción fue utilizada como tema de apertura de la adaptación al anime de Yōjo Senki.